# Prämisse (Erzähltheorie)
Die Prämisse (v. lat.: praemissum = das Vorausgeschickte) fasst in knapper Form die Verwandlung zusammen, die eine Romanfigur im Laufe der Handlung durchmacht. Sie enthält Ausgangspunkt, Konflikt und Lösung der Figur in einem kurzen Satz.
Sie dient dem Schriftsteller als Werkzeug, um die Handlung der Geschichte auf das Wesentliche zu beschränken, indem sie der Entwicklung einer Figur ein klares Ziel gibt. Darüber hinaus lässt sich bei der Überarbeitung des Textes anhand der Prämisse überprüfen, ob die jeweilige Szene diesem Ziel dienlich und somit unverzichtbar ist.
Den Begriff der Prämisse führte Lajos Egri 1946 mit seinem Buch Dramatisches Schreiben in die Erzähltheorie ein.